# Baile en el campo
Baile en el campo (en francés, Danse à la campagne) es un óleo sobre lienzo realizado en 1883 por el pintor francés Pierre-Auguste Renoir. Sus dimensiones son de 180 × 90 cm.
El personaje masculino que sirvió de modelo para este cuadro fue Paul Auguste Lothe, era exoficial de la marina, apasionado de la pintura y amigo de Renoir, mientras que la modelo fue la futura esposa del pintor, Aline Charigot. Ambos se encuentran retratados a tamaño natural, ocupando casi la totalidad del cuadro.
Se expone en el Museo de Orsay, París.
Renoir pinta una obra similar titulada Baile en la ciudad.